# Matthias Pintscher
Matthias Pintscher (Marl, 29 gennaio 1971) è un compositore e direttore d'orchestra tedesco.

## Biografia
Pintscher ha studiato composizione con Giselher Klebe e Manfred Trojahn. Nella sua formazione è stato influenzato dagli incontri con Hans Werner Henze, Helmut Lachenmann, Pierre Boulez e Peter Eötvös.
Ha ricevuto diversi riconoscimenti tra cui il primo premio nel concorso di composizione Hitzacker (1992), il premio Rolf Liebermann e il premio per l'Opera della Fondazione Körber di Amburgo, nel 2000 ha ricevuto il Premio di Composizione del Festival Estivo di Salisburgo. 
Pintscher è salito alla ribalta internazionale per la prima volta nel 1998 con l'opera “Thomas Chatterton” rappresentata alla Semper Opera di Dresda, poi nel 2004 con la sua seconda opera “L'espace dernier” andata in scena all'Opera Nazionale di Parigi. La sua crescente reputazione lo ha portato a comporre opere significative per i maggiori interpreti e orchestre del mondo.
Nel 2002 è stato composer-in-residence dell'Orchestra di Cleveland, la stagione successiva lo ha visto alla Konzerthaus di Dortmund, nel 2005 al Festival di Lucerna, il biennio 2006-07 con la Radio Symphony Orchestra di Saarbrücken e quello seguente alla Philharmonie di Colonia, nel 2008-09 svolge l'incarico di artist-in-residence dalla Radio Symphony Orchestra di Stoccarda.
Nella veste di direttore d'orchestra Matthias Pintscher lavora regolarmente con le principali orchestre e formazioni sia in Europa che negli Stati Uniti. Dal 2007 è docente di composizione alla Hochschule für Musik und Theater di Monaco di Baviera e direttore artistico dello Studio Heidelberg al Festival della Primavera di Heidelberg.

## Opere

### Pianoforte
- Monumento I (1991)
- Tableau / Miroir (1992)
- Nacht. Mondschein (1994)
- on a clear day (2004)

### Musica da Camera
- 2º quartetto d'archi (1990)
- Partita per violoncello solista (1991)
- Omaggio a Giovanni Paisiello per violino (1991, riveduta nel 1995)
- 4º quartetto d'archi "Ritratto di Gesualdo" (1992)
- Sieben Bagatellen mit Apotheose der Glasharmonika per clarinetto (1994, riveduta nel 2001)
- Départ (Monumento III) per ensemble (1993, riveduta nel 1995)
- dernier espace avec introspecteur per fisarmonica e violoncello (1994)
- Figura II / Frammento per quartetto d'archi (1997)
- Figura I per fisarmonica e quartetto d'archi (1998)
- in nomine per viola solista (1999)
- Figura IV / Passaggio per quartetto d'archi (1999)
- Figura III per fisarmonica (2000)
- Figura V / Assonanza per violoncello (2000)
- Janusgesicht per viola e violoncello (2001)
- Study I for Treatise on the Veil per violino e violoncello (2004)
- Study II for Treatise on the Veil per violino, viola e violoncello (2006)

### Musica per Orchestra
- Invocazioni (1991)
- Devant une neige (Monumento II) (1993)
- Dunkles Feld - Berückung (1993, riveduta nel 1998)
- Choc (Monumento IV) (1996)
- Fünf Orchesterstücke (1997)
- sur “Départ” (2000)
- with lilies white (2001-2)
- Towards Osiris (2006)
- Verzeichnete Spur (2006)
- Osiris (2008)

### Concerti
- La Metamorfosi di Narciso per violoncello ed ensemble (1992)
- tenebrae per viola e piccolo ensemble con elettroniche dal vivo (2000-1)
- en sourdine per violino e orchestra (2003)
- Reflections on Narcissus per violoncello e orchestra (2005)

### Opera
- Gesprungene Glocken (1993-4, riveduta nel 2000)
- Thomas Chatterton, (1994-8)
- L'espace dernier (2002-3)

### Musica Vocale
- Gesprungene Glocken per soprano e orchestra (1996)
- a twilight's song per soprano e sette strumenti (1997)
- Music from “Thomas Chatterton” per baritone e orchestra (1998)
- Monumento V per otto voci, 3 violoncelli ed ensemble (1998)
- Hérodiade Fragmente per soprano e orchestra (1999)
- Lieder und Schneebilder per soprano e pianoforte (2000)
- Vers quelque part... - façons de partir per voci di donne e percussione (2000) oppure per voci di donne, percussione, tre violoncelli ed elettroniche dal vivo (2001)

## Discografia
- "Figura I-V; String Quartet; Dernier espace avec introspecteur" Winter & Winter, 2004
- "Fünf Orchesterstücke" Kairos, 2005
- "Duetti di Bach, Ravel, Martinu, Honegger, Pintscher" ECM, 2006
- "En Sourdine, Tenebrae, Reflections on Narcissus" Kairos, 2007
- "Dalbavie, Jarrell & Pintscher: Concerti per Flauto" EMI, 2008
- "Gravity" Oehms, 2008
- "Sur "Depart"; Hérodiade-Fragmente; Music from Thomas Chatterton" Apex, 2010